# He Ping

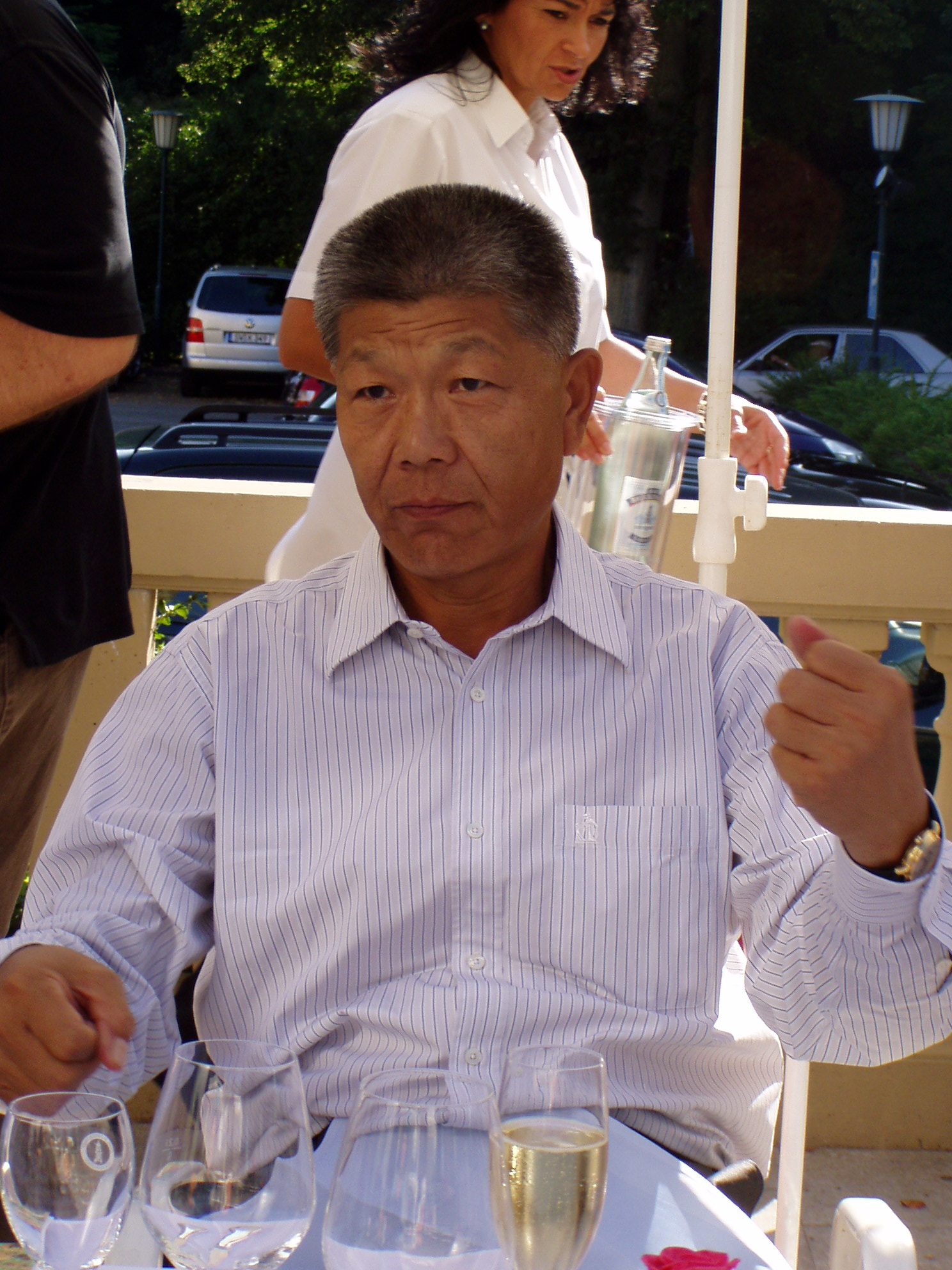
He Ping, chinesischer Generalmajor und Unternehmer
(am 14. Juli 2006 in Bad Kissingen)

He Ping (chinesisch 贺平, Pinyin Hè Píng) ist ein chinesischer Generalmajor und Unternehmer.

## Familie
Er ist der Sohn des He Biao, eines ranghohen Kommandeurs der chinesischen Volksbefreiungsarmee.
He Ping ist verheiratet mit Deng Rong, der jüngsten Tochter des chinesischen Parteiführers Deng Xiaoping (1904–1997).

## Leben
In jungen Jahren war He Ping stellvertretender Militärattaché an der chinesischen Botschaft in den USA. Später war er – im Rang eines Generalmajors der Volksbefreiungsarmee – Vizepräsident der China Poly Group, einer zivilen Firmengruppe des chinesischen Militärs, die weltweit Geschäfte von Waffen- bis Kunsthandel betreibt. Nach einem Skandal um illegale Waffenlieferungen musste er von diesem Posten zurücktreten. Heute ist He Ping Präsident des Poly Theatre in Peking, der heimatlichen Spielstätte des China Philharmonic Orchestra, dessen Präsidentin seine eigene Ehefrau Deng Rong ist.